# غرانت فيرغسون
غرانت فيرغسون (بالإنجليزية: Grant Ferguson) هو دراج بريطاني، ولد في 15 نوفمبر 1993 في Peebles ‏ في المملكة المتحدة.

## وصلات خارجية
- غرانت فيرغسون على موقع الاتحاد الدولي للدراجات (الإنجليزية)
- غرانت فيرغسون على موقع أرشيف الدراجات (الإنجليزية)
- غرانت فيرغسون على موقع إحصائيات الدراجات الإحترافية (الإنجليزية)
- غرانت فيرغسون على موقع MTB Data (الإنجليزية)
- غرانت فيرغسون على موقع اللجنة الأولمبية الدولية (الإنجليزية)
- غرانت فيرغسون على موقع أوليمبيديا (الإنجليزية)
- غرانت فيرغسون على موقع اتحاد ألعاب الكومنولث (مؤرشف) (الإنجليزية)